# كارثة مالثوس

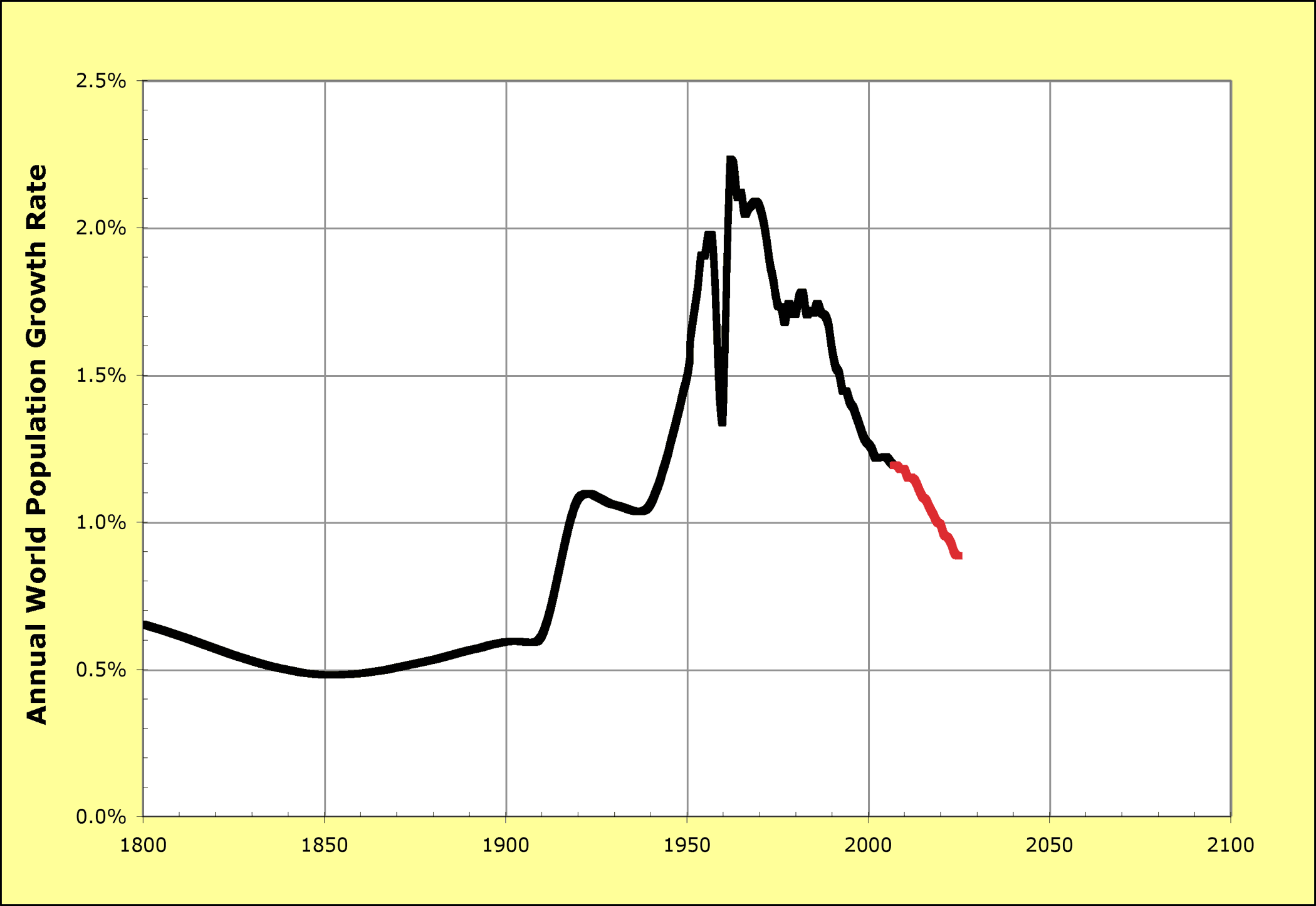
رسم بياني لنسب النمو السكاني السنوي العالمي المقدر بين سنتي 1800 و2005. النسب قبل عام 1950 هي تقديرات تاريخية سنوية صادرة عن مكتب الإحصاء الأمريكي. الرسم البياني في اللون الأحمر يرمز لإسقاطات مكتب الإحصاء الأمريكي حتى سنة 2025.

كارثة مالثوس (معروفة أيضا: كارثة مالتوس، كارثة مالتوسية) هي نظرية تقول بأن النمو السكاني سيتجاوز الإنتاج الزراعي أي أنه لن يكون هنالك في المستقبل ما يكفي من الطعام لإمداد البشر.

## توماس مالتوس
كتب توماس مالتوس ما يلي:
على الرغم من الصورة المروعة الذي ينقلها هذا المقطع، لم يوافق مالثوس نفسه على الفكرة القائلة بأن كارثة تحدق بالبشرية بسبب تجاوز عدد السكان موارد الغذاء. عوضا عن  ذلك، كان يعتقد أن النمو السكاني مقيد عمومًا بالموارد المتاحة:

## الوقائية في مقابل العَمَلِيّة
طرح مالتوس طريقتين لمقاربة الحد من التزايد السكاني:
- الكبح الوقائي هو قرار واعي لتأخير الزواج أو الامتناع عن الإنجاب بناء على نقص الموارد. هذا النوع من الكبح فريد عند البشر، لأنه يتطلب بعد نظر. جادل مالثوس بأن الإنسان غير قادر على تجاهل عواقب النمو السكاني غير المنضبط، وأنه سيتجنب عن عمد المساهمة فيه.
- ووفقًا لمالثوس، فإن الكبح العملي هو أي حدث أو ظرف يقلل من عمر الإنسان. الأمثلة الأساسية على ذلك هي الحرب والأوبئة والمجاعة. أدراج مالثوس سوء الأحوال الصحية والاقتصادية ضمن وسائل الكبح العملية.[1]

## النظرية الملتوسية الجديدة

محصول القمح في البلدان النامية منذ عام 1961 بالكيلوغرام / هكتار. بدأ الارتفاع الحاد في غلة المحاصيل في الولايات المتحدة في أربعينيات القرن العشرين. في البلدان النامية لا تزال غلال الذرة تنمو بشكل مضطرد.

بعد الحرب العالمية الثانية,أدت الزراعة الآلية و الثورة الخضراء  إلى زيادة كبيرة في إنتاجية الزراعة، زيادة غلة المحاصيل، وزيادة إمداد الأغذية في العالم ممرفقة بانخفاض أسعار المواد الغذائية. أدت هذه الإنجازات إلى تسارع معدل نمو سكان العالم بسرعة، ما دفع  بول إرليخ ، سيمون هوبكنز وغيرهم إلى الإنذار  من حدوث كارثة مالثوسية وشيكة.   من ناحية أخرى، نمت نسب السكان في معظم البلدان المتقدمة  ببطء كاف فتجاوزتها المكاسب في إنتاجية الغذء.
مع حلول أوائل القرن الواحد والعشرين، مرت العديد من البلدان المتقدمة تكنولوجيا في مرحلة التحول الديمغرافي، وهو تطور مجتمعي يشمل انخفاضا في معدلات الخصوبة الكلية  استجابة لعدة عوامل الخصوبة، بما في ذلك انخفاض معدل وفيات الرضعوزيادة التحضروزيادة توافر  وسائل تنظيم النسل الفعالة.
إذا افترضنا أن التحول الديموغرافي ينتشر الآن من البلدان المتقدمة إلى البلدان الأقل نموا ، فإن صندوق الأمم المتحدة للسكان يقدر أن عدد السكان قد يبلغ ذروته في أواخر القرن الواحد والعشرين ولن يستمر في النمو حتى استنفاذ الموارد المتاحة.

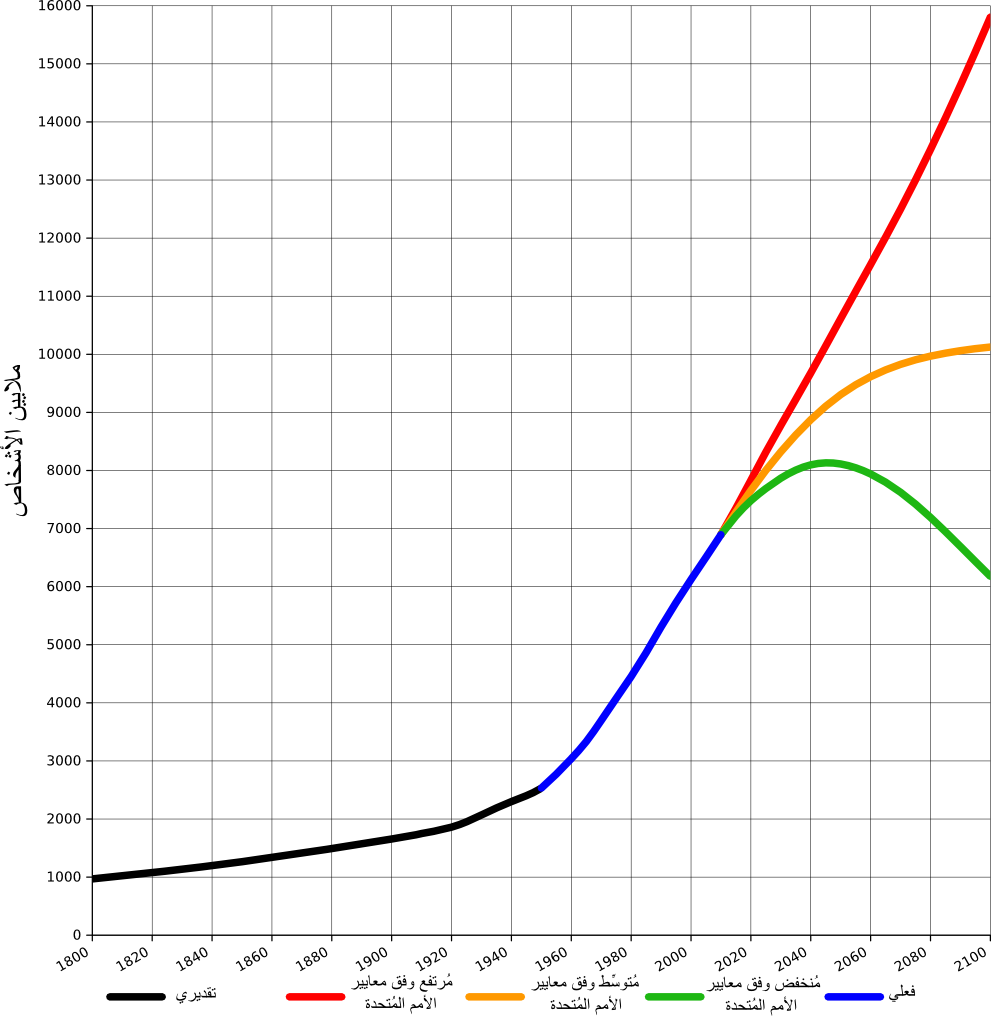
عدد سكان العالم من عام1800 إلى عام 2100 ، بناءً على توقعات الأمم المتحدة لعام 2004 (الأحمر والبرتقالي والأخضر) والتقديرات التاريخية ل مكتب الإحصاء الأمريكي (بالأسود)

نمو إنتاج الغذاء أكبر من النمو السكاني. زاد الغذاء لكل شخص منذ عام 1961.

قدر المؤرخون إجمالي عدد السكان منذ 10000 سنة قبل الميلاد. الرسم البياني على اليمين يظهر اتجاه نمو إجمالي عدد السكان من عام 1800 إلى عام 2005 ، بعدها هناك ثلاثة توقعات لنمو السكان الإجمالي حتى عام 2100 (منخفضة، متوسطة، عالية). تظهر إسقاطات الأمم المتحدة الإسقاطات السكانية إلى 2100 (في الخط الأحمر والبرتقالي والأخضر) إمكانية بلوغ ذروة عدد السكان في العالم بحلول عام 2040 في السيناريو الأول، بحلول عام 2100 في السيناريو الثاني، ونسبة نمو تستمر في الارتفاع في السيناريو الثالث.
الرسم البياني عن معدلات النمو السنوية (في أعلى الصفحة) لا يظهر النمو المتسارع كما هو متوقع على المدى الطويل .  يجب أن يُظهر الرسم البياني للنمو المتسارع خطا مستقيما ثابت الطول، في حين أن الرسم البياني يبين  في الواقع سنام كبيرة  من سنة 1800  إلى عام 2005 بدأت حوالي عام 1920 و بلغت ذروتها في منتصف ستينيات القرن العشرين. يبين الرسم تراجع في نسبة النمو السكاني  في الأربعين عاما الماضية. التقلب الحاد بين عامي 1959 و 1960 كان بسبب الآثار المجتمعة من القفزة الكبرى إلى الأمام و الكارثة الطبيعية في الصين. كما يظهر الرسم آثار الكساد العظيم ، الحربين العالميتين، و وباء إنفلونزا سنة 1918.
الاتجاهات البيانية على المدى القصير (على مدى عقود أو قرون)  لا يمكنها إثبات أو دحض وجود آليات كارثة مالثوس على مدى فترات أطول. ومع ذلك، بسبب ازدهار جزء كبير من السكان في بداية القرن الواحد والعشرين،  و جدلية توقعات الانهيار البيئي التي قدمتها بول إرليخ في ستينيات وسبعينيات القرن العشرين، قام  بعض الاقتصاديين مثل جوليان سيمون بانتقاد نظرية مالثوس بشراسة.[بحاجة لمصدر]
تشير دراسة من عام 2004 قامت بها مجموعة من أبرز خبراء الاقتصاد وعلماء البيئة، ومن بينهم  كينيث أرو بول إرليخ    إلى أن محور المخاوف المتعلقة بالاستدامة تحول من النمو السكاني إلى نسبة الاستهلاك/التوفير بسبب التحولات في معدلات النمو السكاني منذ سبعينيات القرن العشرين. وتشير التقديرات العلمية إلى أن السياسة العامة يمكن أن تعزز كفاءة الاستهلاك والاستثمار المستدام الإيكولوجي بما يساعد في تفادي حدوث كارثة مالثوسية نظرا للانخفاض النسبي لمعدلات النمو السكاني.
في دراسة أجريت في عام 2002 من قبل منظمة الأغذية والزراعة للأمم المتحدة يتوقع أن إنتاج الغذاء في العالم سوف يصبح أكثر من احتياجات السكان بحلول عام 2030. ومع ذلك فإن الدراسة تحذر أيضا من أن مئات الملايين سوف يظلون في حالة جوع  (بسبب الواقع الاقتصادي والقضايا السياسية).